# 永野孜
永野 孜（ながの つとむ、1929年11月12日 - 没年不明）は、日本のアナウンサー、実業家。山陽放送開局時のアナウンサーの一人で、のちに役員も務めた。

## 経歴
- 島根県に生まれる。島根師範学校を卒業後、1949年に中学校教員となる。
- 1953年、山陽放送に第1期のアナウンサーとして入社した（同期に小川康子、小野馥、西本功、松浦淑恵、柳井美和）。
- 1963年 業務局業務部CM課長
- 1964年6月 制作部副部長
- 1965年6月-1968年3月 業務局ラジオ制作部長
- 1968年4月 広島支社長
- 1970年10月 報道制作局ラジオ制作部長
- 1975年時点 報道制作局次長・報道部長
- 報道制作局長[1]
- 1981年 ラジオ局長
- 1983年 取締役ラジオ局長
- 取締役四国支社長
- 常務取締役四国支社長
- 常務取締役制作局長[2]